# Ivar-Lo-Preis
Der Ivar-Lo-Preis (Original schwedisch: Ivar Lo-priset) ist ein schwedischer Literaturpreis. Er wurde 1986 zum 85. Geburtstag des Schriftstellers Ivar Lo-Johansson von der größten schwedischen einzelgewerkschaftlichen Dachorganisation, der Landsorganisationen i Sverige gestiftet. Er wird jedes Jahr am 23. Februar, dem Tage des Geburtstages Lo-Johanssons, vergeben und ist aktuell mit 125.000 Kronen dotiert. Bis zu seinem Tode 1990 war Lo-Johannson selbst Laudator der Ausgezeichneten.

## Preisträger
- 1986: Ivar Lo-Johansson
- 1987: Maja Ekelöf
- 1988: Ove Allansson
- 1989: Kurt Salomonson
- 1990: Författargruppen Fyrskift
- 1991: Karl Rune Nordkvist
- 1992: Sara Lidman
- 1993: Bengt Pohjanen
- 1994: Roy Jacobsen
- 1995: Håkan Boström
- 1996: Sölve Rydell
- 1997: Elsie Johansson
- 1998: Per Anders Fogelström
- 1999: Peter Mosskin
- 2000: Kerstin Ekman
- 2001: Åke Smedberg
- 2002: Lars Åke Augustsson
- 2003: Per Gunnar Evander
- 2004: Hans Lagerberg
- 2005: Tony Samuelsson
- 2006: Aino Trosell
- 2007: Kjell Johansson
- 2008: Göran Greider
- 2009: Fredrik Ekelund
- 2010: Anna Jörgensdotter
- 2011: Sven Lindqvist
- 2012: Maria Hamberg
- 2013: Kjell Eriksson
- 2014: Susanna Alakoski
- 2015: Majgull Axelsson
- 2016: Vibeke Olsson
- 2017: Anneli Jordahl
- 2018: Sven Olov Karlsson
- 2019: Mats Berggren
- 2020: Lena Kallenberg
- 2021: Karin Smirnoff
- 2022: Bernt-Olov Andersson
- 2023: David Ericsson
- 2024: Helene Rådberg
- 2025: Elise Karlsson